# Callimima
Callimima é um gênero de traça pertencente à família Agonoxenidae.